# Kolonia Żółwia Błoć
Kolonia Żółwia Błoć (potocznie Katarzynki, Kurniki) – nieoficjalna kolonia wsi Żółwia Błoć, w województwie zachodniopomorskim, w powiecie goleniowskim, w  gminie Goleniów. 
Miejscowość położona przy drodze powiatowej łączącej Goleniów z Żółwią Błocią (ulica Nowogardzka), tuż przy granicy administracyjnej miasta. Miejscowość odzielona jest od swojej miejscowości nadrzędnej drogą ekspresową S6. Obok Kolonii przebiega linia kolejowa numer 401. 
W Kolonii Żółwia Błoć dominuje zabudowa o charakterze mieszkaniowym, jednorodzinnym. Istnieją tam również budynki usługowe i przemysłowe (hodowla drobiu). 
W pobliżu miejscowości przepływa Struga Marszewska. 

Okoliczne miejscowości: Goleniów, Żółwia Błoć, Marszewo. 